# Acutotyphlops infralabialis
Acutotyphlops infralabialis es una especie de serpientes de la familia Typhlopidae.

## Distribución geográfica
Es endémica del archipiélago de las islas Salomón (Papúa Nueva Guinea e Islas Salomón).